# Équipe du Vanuatu des moins de 20 ans de football
Maillots
L'équipe du Vanuatu de football des moins de 20 ans est une sélection de joueurs de moins de 20 ans au début des deux années de compétition placée sous la responsabilité de la Fédération du Vanuatu de football.

## Parcours en compétition internationale

### Coupe du monde des moins de 20 ans
| Coupe du monde des moins de 20 ans | Coupe du monde des moins de 20 ans | Coupe du monde des moins de 20 ans | Coupe du monde des moins de 20 ans | Coupe du monde des moins de 20 ans | Coupe du monde des moins de 20 ans | Coupe du monde des moins de 20 ans | Coupe du monde des moins de 20 ans |
| Année                              | Tour                               | J                                  | G                                  | N                                  | P                                  | Bp                                 | Bc                                 |
| ---------------------------------- | ---------------------------------- | ---------------------------------- | ---------------------------------- | ---------------------------------- | ---------------------------------- | ---------------------------------- | ---------------------------------- |
| 1977                               | Non participant                    | -                                  | -                                  | -                                  | -                                  | -                                  | -                                  |
| 1979                               | Non participant                    | -                                  | -                                  | -                                  | -                                  | -                                  | -                                  |
| 1981                               | Non participant                    | -                                  | -                                  | -                                  | -                                  | -                                  | -                                  |
| 1983                               | Non participant                    | -                                  | -                                  | -                                  | -                                  | -                                  | -                                  |
| 1985                               | Non participant                    | -                                  | -                                  | -                                  | -                                  | -                                  | -                                  |
| 1987                               | Non participant                    | -                                  | -                                  | -                                  | -                                  | -                                  | -                                  |
| 1989                               | Non qualifiée                      | -                                  | -                                  | -                                  | -                                  | -                                  | -                                  |
| 1991                               | Non qualifiée                      | -                                  | -                                  | -                                  | -                                  | -                                  | -                                  |
| 1993                               | Non qualifiée                      | -                                  | -                                  | -                                  | -                                  | -                                  | -                                  |
| 1995                               | Non qualifiée                      | -                                  | -                                  | -                                  | -                                  | -                                  | -                                  |
| 1997                               | Non participant                    | -                                  | -                                  | -                                  | -                                  | -                                  | -                                  |
| 1999                               | Non qualifiée                      | -                                  | -                                  | -                                  | -                                  | -                                  | -                                  |
| 2001                               | Non qualifiée                      | -                                  | -                                  | -                                  | -                                  | -                                  | -                                  |
| 2003                               | Non qualifiée                      | -                                  | -                                  | -                                  | -                                  | -                                  | -                                  |
| 2005                               | Non qualifiée                      | -                                  | -                                  | -                                  | -                                  | -                                  | -                                  |
| 2007                               | Non qualifiée                      | -                                  | -                                  | -                                  | -                                  | -                                  | -                                  |
| 2009                               | Non participant                    | -                                  | -                                  | -                                  | -                                  | -                                  | -                                  |
| 2011                               | Non qualifiée                      | -                                  | -                                  | -                                  | -                                  | -                                  | -                                  |
| 2013                               | Non qualifiée                      | -                                  | -                                  | -                                  | -                                  | -                                  | -                                  |
| 2015                               | Non qualifiée                      | -                                  | -                                  | -                                  | -                                  | -                                  | -                                  |
| 2017                               | Phases de groupe                   | 3                                  | 0                                  | 0                                  | 3                                  | 4                                  | 13                                 |
| 2019                               | Non qualifiée                      | -                                  | -                                  | -                                  | -                                  | -                                  | -                                  |
| 2021                               | Annulée                            | -                                  | -                                  | -                                  | -                                  | -                                  | -                                  |
| 2023                               | Non qualifiée                      | -                                  | -                                  | -                                  | -                                  | -                                  | -                                  |
| Total                              | 1/23                               | 3                                  | 0                                  | 0                                  | 3                                  | 4                                  | 13                                 |

### Championnat des moins de 20 ans OFC
- 1974 :  3e
- 1978 : Non inscrit
- 1980 : Non inscrit
- 1982 : Non inscrit
- 1985 : Non inscrit
- 1986 : Non inscrit
- 1988 : 1er tour
- 1990 :  3e
- 1992 : 4e
- 1994 : 4e
- 1997 : Non inscrit
- 1998 : 1er tour
- 2001 : 1er tour
- 2002 : 1er tour
- 2005 :  3e
- 2007 : 1er tour
- 2008 : Non inscrit
- 2011 :  3e
- 2013 :  3e
- 2014 :  Finaliste
- 2016 :  Finaliste
- 2018 : 1er tour
- 2022 : 1er tour

## Palmarès
- Qualifiée pour la première fois à la Coupe du monde de football des moins de 20 ans en 2017.
- Championnat d'Océanie de football des moins de 20 ans
  - Finaliste  en 2014 et 2016